# Persik Kediri
Persatuan Sepak Bola Indonesia Kediri, llamado simplemente Persik Kediri, es un club de fútbol Indonesia con sede en la ciudad de Kediri, Java Oriental. El club fue fundado en 1950 y tiene su sede en el Estadio Brawijaya, la ciudad de Kediri. Persik Kediri comenzó a jugar en la División principal Liga de Indonesia en 2003. El equipo con el apodo de Tigre Blanco y tiene un lema orgulloso, a saber, Djajati o Panjalu Jayati, que significa Kediri Wins tomado de la inscripción Hantang. Contar la historia de la victoria del reino de Kediri con su famoso rey en ese momento Jayabaya sobre reino de Janggala, se convirtió en una chispa de entusiasmo y una esperanza para que Peach siempre luche por la victoria en cada partido. Persik Kediri es idéntico a la camiseta de color purple.

## Historia
El club fue fundado en 1950 por Raden Muchamad Machin', T.H.D. Rahmat y M. Sanusi. Desde que comenzó la Liga Indonesia en 1994, Persik ha ganado las ediciones 2003 y 2006 ediciones respectivamente. El club ascendió al nivel más alto en 2002. En Java Oriental, Persik Kediri tiene un gran nombre, el equipo era un club de fútbol famoso también con Arema y Persebaya , que solían ser los mejores derbis en Java Oriental. Los seguidores de este club se llaman Persik Mania. En los archivos de la dirección, la Asociación Indonesia de Fútbol de Kediri (abreviada PERSIK) se estableció en 1950. Como fundador fue el Regente de Kediri, R. Muhammad Machin. En ese momento, Kediri todavía era un Distrito, no había separación de regiones, Distritos y Ciudades. Con la ayuda de Kusni y Liem Giok Djie, primero diseñó la bandera del equipo que estaba compuesta por dos colores diferentes. La parte superior es roja y la inferior es negra con las palabras "KEDIRI" en medio de los dos colores diferentes. El logotipo de Persik Kediri tiene forma de pentágono con colores de fondo rojo y negro. Dentro del pentágono hay dos puertas amarillas. Esto simboliza la gloria del Reino de Kediri en el pasado. Entre las dos puertas hay un símbolo de flor tomado del logotipo de PSSI, lo que indica que Persik Kediri es miembro de la organización All-Indonesian Football Association. Encima de la imagen de la puerta está la inscripción PERSIK, como nombre del equipo y la inscripción KEDIRI debajo de la imagen de la puerta, que indica la ciudad natal del club. Este logotipo de melocotón es el fruto de un diseño de un artista de Kediri llamado Harsono. También es conocido como maestro en este pueblo. El logotipo de melocotón se usa hasta ahora y no ha cambiado.

## Partidarios
Persik cuenta con el apoyo de partidarios fanáticos y militantes, a saber, Persikmania, que se formó en febrero de 2001. Sin embargo, muchos Persikmania también surgieron de la siguiente generación y luego formaron sus propios grupos, como Brigata Cyberxtreme, que solía ocupar la grada norte. Además, también están los que llaman a su grupo Militan Persik y (GCP) que suelen ocupar la tribuna oriental pero aún en sus gritos siguen llamándose Persikmania.

## Palmarés
- Premier Division: 2

2003, 2006
- Liga Indonesia First Division: 1

2002
- Liga Indonesia Second Division: 1

2000
- Copa del Gobernador del Este de Java: 4

2002, 2005, 2006, 2008

## Participación en competiciones de la AFC
- Champions League: 2 apariciones

2004: Fase de Grupo
2007: Fase de Grupo
| Temporada | Competición                 | Ronda |                                       | Club                  | Casa | Visita |
| --------- | --------------------------- | ----- | ------------------------------------- | --------------------- | ---- | ------ |
| 2004      | Liga de Campeones de la AFC | Grupo | Bandera de Corea del Sur              | Seongnam Ilhwa Chunma | 1-2  | 15-0   |
|           |                             | Group | Bandera de Japón                      | Yokohama F. Marinos   | 1-4  | 4-0    |
|           |                             | Group | Bandera de Vietnam                    | Bình Ðịnh F.C.        | 1-0  | 2-2    |
| 2007      | Liga de Campeones de la AFC | Group | Bandera de Japón                      | Urawa Red Diamonds    | 3-3  | 3-0    |
|           |                             | Group | Bandera de la República Popular China | Shanghái Shenhua      | 1-0  | 6-0    |
|           |                             | Group | Bandera de Australia                  | Sydney FC             | 2-1  | 3-0    |

## Jugadores destacados
- Zhang Shuo
- Han Ji Ho
- Na Byung-Yul
- Fallah Johnson
- Bamidele Frank Bob Manuel
- Ekene Ikenwa
- Cheikh Ba
- Onorionde Kughegbe Jhon
- Juan Manuel Cavallo
- Amarildo Souza
- Danilo Fernando
- Deca
- Pato Morales
- Ronald Fagundez
- Trinidad Darío Adrián